# Lara-Mersini Kruse
Lara-Mersini Kruse (* 25. April 1998 in Hamburg) ist eine deutsche Schauspielerin.

## Leben
Lara-Mersini Kruse erhielt im Alter von acht Jahren professionellen Tanzunterricht in den Lateinamerikanischen Tänzen und nahm erfolgreich an Meisterschaften teil. Sie absolvierte ihre Schauspielausbildung in Hamburg, zunächst an der Stage School und von 2014 bis 2017 an der Schauspielschule Bühnenstudio Hamburg, die sie mit Diplom abschloss.
2006 stand sie erstmals für eine Tanztheater-Performance auf der Bühne in dem Musical-Stück Das Dschungelbuch. Es folgten weitere Tanz- und Theater-Produktionen wie Aladdin oder Der Glöckner von Notre Dame. Ihre erste Hauptrolle im Film spielte sie in Mission Manterna. Daraufhin war sie in weiteren Rollen wie im Kinofilm Summer of Dreams zu sehen, der 2014 in die deutschen Kinos kam.
Es folgten weitere Fernsehproduktionen, wie in der Serie Morden im Norden in der sie in der 6 Staffel zu sehen war, die im Jahre 2019 ausgestrahlt wurde.

## Filmografie
- 2008: Mission Manterna
- 2014: Summer of Dreams
- 2019: Von der Wand
- 2019: Morden-im-Norden-Klassenkampf